# 雅視光學
雅視光學集團有限公司，簡稱雅視光學集團和雅視光學（英語：ARTS OPTICAL INTERNATIONAL HOLDINGS LIMITED，港交所：1120），在1973年，由主席吳海英於總部香港成立「雅視光學有限公司」，業務在香港和全球經營生產和銷售各類光學產品。
股份在1996年11月8日於港交所主板上市。
2014年8月19日，該公司把深圳龍崗的雅駿城市更新項目權益，以15.8億元人民幣（19.9億港元）出售予佳兆業。

## 外部連結
- artsgroup.com （页面存档备份，存于）